# Interwiki
Az interwikilinkek, vagy röviden interwikik a MediaWiki program beépített szolgáltatásával támogatott linkek, melyek segítségével különböző projektek vagy különböző nyelvű szócikkek hivatkozhatnak egymásra.
Interwikivel – nevével ellentétben – nemcsak wikiprojektre lehet hivatkozni, bár e szócikkben csak ezzel foglalkozunk.
Bár az interwiki szintaxisa egy adott projekt adott nyelvi változatának belső linkjére hasonlít, az interwiki mutathat más projektre is, más nyelvre is. Ez a MediaWiki konfigurációjától (az interwiki tábla tartalmától) függ.

## Szövegen belüli hivatkozások más projektre
| Név         | Hivatkozás     | Rövidítés |
| ----------- | -------------- | --------- |
| wikipédia   | [[wikipedia:]] | w:        |
| wikimédia   | commons:       |           |
| Wikidata    | wikidata:      | d:        |
| wikiszótár  | wiktionary:    | wikt:     |
| wikikönyvek | wikibooks:     | b:        |
| wikidézet   | wikiquote:     | q:        |
| wikiforrás  | wikisource:    | s:        |
| wikifajok   | species:       |           |
| meta-wiki   | meta:          | m:        |
| mediawiki   |                | mw:       |

Wikiprojekten szűkebb értelemben az azonos típusú wikiket értjük. Tágabb értelemben minden nyelvi változat külön projekt. E szócikkben a szűkebb jelentést használjuk.
Az interwikit a wikinyelvben a belső linkhez hasonlóan írjuk, a név elé téve a projekt nevét vagy  rövidítését:
[[wikt:medve]]
A fenti interwiki a szövegben wikt:medve alakú lesz.

## Szövegen belüli hivatkozások más nyelvre
Az interwiki másik fajtája a más nyelvű szócikkre hivatkozás. A szócikk nevét ezúttal a nyelvkód előzi meg. 
Például az angol Wikipédia bear szócikkére
[[w:en:bear]]
alakban hivatkozhatunk, mely a szövegben w:en:bear alakú lesz.

## Az adott szócikk változatai más nyelven
Az adott szócikk más nyelvű változataira való hivatkozások az interwikik egy speciális esetét képzik. A nyelv:szócikk alakú interwikiket (pl.: [[en:bear]]) a mediawiki program speciálisan kezeli: ezek az interwikik többnyire a szócikktől balra jelennek meg, a technikai információk számára fenntartott függőleges sávban, a "Más nyelveken" szakaszban. E nyelvközi hivatkozásokra kattintva az adott szócikk különböző nyelvű változataihoz jutunk. Ezeket a nyelvközi hivatkozásokat robotok automatikusan módosíthatják, amint a szócikk újabb nyelven létrejön.

## Wikimédia Commons
Az image:, file:, media: stb. előtagú (képre mutató) linket a MediaWiki program speciálisan kezeli. Ha az adott projektben (pl. a wikipedia:hu:-ban) létezik a hivatkozás, akkor belső linkként hivatkozik rá. Ha a hivatkozó lap projektjében nem, de a Commonsban létezik, akkor interwikinek tekinti. Ha ott sem létezik, akkor „piros link” lesz belőle.
A képfájlok tipikusan a Commonsban találhatók, így általában interwikik.

## További interwiki link sablonok
- {{Linkiw}}(?)
- {{Wd}}(?)